# Première Division 1991/92 (Burkina Faso)
In 1991/92 werd het 30ste seizoen gespeeld van de Première Division, de hoogste voetbalklasse van Burkina Faso. Etoile Filante werd kampioen.

## Eindstand
| Plaats | Club                           | Wed. | W | G | V | Saldo | Ptn. |
| ------ | ------------------------------ | ---- | - | - | - | ----- | ---- |
| 1.     | Étoile Filante Ouagadougou (B) | 22   |   |   |   | +26   | 53   |
| 2.     | AS Faso-Yennenga               | 22   |   |   |   | +23   | 53   |
| 3.     | AS Fonctionnaires              | 22   |   |   |   |       | 49   |
| 4.     | Rail Club du Kadiogo           | 22   |   |   |   |       | 48   |
| 5.     | US Ouagadougou                 | 22   |   |   |   |       | 46   |
| 6.     | USM Banfora                    | 22   |   |   |   |       | 45   |
| 7.     | Stade Yatenga                  | 22   |   |   |   |       | 44   |
| 8.     | US Cheminots Bobo-Dioulasso    | 22   |   |   |   |       | 41   |
| 9.     | Racing Club de Bobo            | 22   |   |   |   |       | 40   |
| 10.    | Bobo Sport (P)                 | 22   |   |   |   |       | 40   |
| 11.    | Jeunesse Club Bobo-Dioulasso   | 22   |   |   |   |       | 40   |
| 12.    | SFC Kaya (P)                   | 22   |   |   |   |       | 29   |

|     | Kampioen                             |
|     | Degradatie naar de Deuxième Division |
| (B) | Bekerwinnaar                         |
| (P) | Promovendus uit de Deuxième Division |

## Internationale wedstrijden
CAF Champions League 1993
| Team #1                    | Uitslag | Team #2                    | 1e wed | 2e wed |
| -------------------------- | ------- | -------------------------- | ------ | ------ |
| SC Bissau                  | w/0     | Etoile Filante Ouagadougou | /      | /      |
| Etoile Filante Ouagadougou | 1 - 2   | MC Oran                    | 1-0    | 0-2    |

CAF Cup 1993
| Team #1    | Uitslag | Team #2          | 1e wed | 2e wed |
| ---------- | ------- | ---------------- | ------ | ------ |
| Zumunta AC | 2 - 0   | AS Faso-Yennenga | 1-1    | 2-0    |